# Seminatore d'oro
Le titre de Seminatore d'oro (français : semeur d'or) était un prix décerné au meilleur entraîneur de football de l'année en Italie.
La première édition eu lieu à la fin à la fin du championnat 1955-56. Le prix fut ensuite divisé en cinq catégories : La statuetta d'oro (qui était le prix le plus important concernant le meilleur entraîneur), la medaglia d'oro (pour les meilleurs entraîneurs de Serie B, Serie C, Serie D et Lega Dilettanti), la targa d'oro (pour les entraîneurs d'équipes de jeunes), les premi speciali (pour les arbitres) et la targa Leone Boccali pour le meilleur journaliste sportif.
Après un arrêt de deux ans (en 1980 et 1981), le Seminatore d'Oro fut ensuite désigné par l'Istituto Nazionale delle Assicurazioni (INA Assitalia), portant dès lors le nom de Seminatore INA, et parrainé par le CONI.
Le prix disparaît après la saison 1990-91 pour être remplacé par le Panchina d'oro.
Nils Liedholm, Tommaso Maestrelli, Arrigo Sacchi, Giovanni Trapattoni et Ferruccio Valcareggi sont les cinq seuls entraîneurs à avoir remporté le prix deux fois dans leur carrière.

## Vainqueurs
| Saison  | Entraîneur             | Club              |
| ------- | ---------------------- | ----------------- |
| 1955-56 | Fulvio Bernardini      | Fiorentina        |
| 1956-57 | Ferruccio Valcareggi   | Prato             |
| 1957-58 | Amedeo Amadei          | Naples            |
| 1958-59 | Luigi Del Grosso       | Reggiana          |
| 1959-60 | Eraldo Monzeglio       | Sampdoria         |
| 1960-61 | Roberto Lerici         | Lanerossi Vicence |
| 1961-62 | Edmondo Fabbri         | Mantoue           |
| 1962-63 | Nereo Rocco            | Milan AC          |
| 1963-64 | Oronzo Pugliese        | Foggia            |
| 1964-65 | Arturo Silvestri       | Cagliari          |
| 1965-66 | Giuseppe Chiappella    | Fiorentina        |
| 1966-67 | Manlio Scopigno        | Cagliari          |
| 1967-68 | Carmelo Di Bella       | Palerme           |
| 1968-69 | Tommaso Maestrelli     | Foggia            |
| 1969-70 | Bruno Pesaola          | Fiorentina        |
| 1970-71 | Giulio Corsini         | Atalanta          |
| 1971-72 | Čestmír Vycpálek       | Juventus          |
| 1972-73 | Ferruccio Valcareggi   | Italie            |
| 1973-74 | Tommaso Maestrelli     | Lazio             |
| 1974-75 | Nils Liedholm          | AS Roma           |
| 1975-76 | Luigi Radice           | Torino            |
| 1976-77 | Giovanni Trapattoni    | Juventus          |
| 1977-78 | Giovan Battista Fabbri | Lanerossi Vicence |
| 1978-79 | Ilario Castagner       | Pérouse           |
| 1982    | Enzo Bearzot           | Italie            |
| 1983    | Nils Liedholm          | AS Roma           |
| 1984    | Osvaldo Bagnoli        | Hellas Vérone     |
| 1985    | Giovanni Trapattoni    | Juventus          |
| 1986    | Azeglio Vicini         | Italie espoirs    |
| 1987    | Ottavio Bianchi        | Naples            |
| 1988    | Arrigo Sacchi          | Milan AC          |
| 1989    | Arrigo Sacchi          | Milan AC          |
| 1990    | Dino Zoff              | Juventus          |

| Club              | Entraîneurs | Total |
| ----------------- | ----------- | ----- |
| Juventus          | 4           | 3     |
| Milan AC          | 3           | 2     |
| Fiorentina        | 3           | 3     |
| AS Roma           | 2           | 1     |
| Naples            | 2           | 2     |
| Italie            | 2           | 2     |
| Lanerossi Vicence | 2           | 2     |
| Foggia            | 2           | 2     |
| Cagliari          | 2           | 2     |
| Italie espoirs    | 1           | 1     |
| Hellas Vérone     | 1           | 1     |
| Pérouse           | 1           | 1     |
| Torino            | 1           | 1     |
| Lazio             | 1           | 1     |
| Atalanta          | 1           | 1     |
| Palerme           | 1           | 1     |
| Sampdoria         | 1           | 1     |
| Mantoue           | 1           | 1     |
| Reggiana          | 1           | 1     |
| Prato             | 1           | 1     |